# Роберт Еммет
Роберт Еммет (англ. Robert Emmet; 4 березня 1778, Дублін — 20 вересня 1803) — ірландський республіканць, ірландський націоналіст, оратор і лідер повстанців. Після участі в неуспішному заколоті проти британського правління в 1803 році він потрапив у полон. Засуджений за державну зраду проти британського короля Георга III.

## Життєпис
Походив із багатої родини англо-ірландських протестантів, яка співчувала ірландським католикам в Ольстері та повстанцям-колоністам в Американській революції. Не зважаючи на те, що зусилля Еммета повстати проти британського правління не вдалися, його дії та його переконання надихнули співвітчизників.